# Guerra de agressão
A guerra de agressão, delito de agressão ou crime contra a paz é aquele contemplado no artigo 5º do Estatuto de Roma (mas ainda não definido) que cria a Corte Penal Internacional. Este artigo simplesmente menciona-o como um daqueles crimes ou delitos sobre os quais tem concorrência a referida Corte. Durante a discussão do Estatuto, não teve maiores inconvenientes para determinar os outros três crimes (genocídio, crimes de guerra e crimes contra a humanidade) já que suas definições se encontravam já enquadradas dentro da história do Direito Internacional Humanitário ou do Direito Internacional dos Direitos Humanos, em particular o genocídio na Convenção das Nações Unidas contra o Genocídio do ano 1948 e os outros dois nos Convênios de Genebra.
O caso particular deste delito, (a diferença do narcotráfico ou o terrorismo, que não foram incluídos), é que já tinha o antecedente se feito valer nos Julgamentos de Nuremberg e dos Julgamentos de Tokio. Dentro deste esquema, contra a guerra de agressão, dever-se-ia constituir a proibição absoluta e a potencial aplicação da pretensão punitiva da Corte, na contramão de quem organize, dê aval ou realize guerras de agressão ou guerras de conquista. Seu fundamento político está estabelecido no Capítulo VII da Carta das Nações Unidas.
O início de uma guerra de agressão é um crime estipulado no Direito internacional consuetudinário como qualquer guerra que não seja de autodefensa ou sancionada pelo artigo 51 da Carta das Nações Unidas.
Os Julgamentos de Nurembergue que seguiram à Segunda Guerra Mundial referiram a "Guerra é algo essencialmente perverso... Suas consequências não se limitam apenas aos Estados beligerantes, mas afetam o mundo inteiro. Iniciar uma guerra de agressão, portanto, não é só um crime internacional; é o maior crime internacional se diferenciando dos outros crimes em que contém em si mesmo a perversidade acumulada dos outros."
O articulo 39 da Carta das Nações Unidas estipula que o Conselho de Segurança das Nações Unidas determinará a existência de qualquer acto de agressão e "recomendará, ou decidirá as medidas a tomar de acordo aos artigos 41 e 42, para manter e restaurar a paz e a segurança".
Possivelmente o primeiro julgamento por desencadear uma guerra de agressão é o do rei siciliano Conradino, em 1268.

## História da proibição das guerras de agressão
Até finais da primeira guerra mundial considerava-se um direito soberano da cada estado o iniciar uma guerra se estimava-o conforme a seus interesses.[1]
Anteriormente tinham-se empreendido tentativas de erradicar essa marca da humanidade. Um decreto da assembleia nacional francesa do 22 de maio de 1790 exigia ao executivo a autorização da assembleia inclusive para o início de uma guerra defensiva. Mais tarde, em meados do século XIX, Venezuela, Equador e Brasil introduziram, em suas constituições, leis que obrigavam a mediação ou a arbitragem dantes de iniciar uma guerra.
O primeiro passo da comunidade internacional para a proibição da guerra de agressão foi a assinatura do Pacto Briand-Kellogg que proibiu a guerra como médio da política.